# TNFSF15
TNFSF15 (англ. TNF superfamily member 15) – білок, який кодується однойменним геном, розташованим у людей на короткому плечі 9-ї хромосоми. Довжина поліпептидного ланцюга білка становить 251 амінокислот, а молекулярна маса — 28 087.
| 10         |  | 20         |  | 30         |  | 40         |  | 50         |
| ---------- |  | ---------- |  | ---------- |  | ---------- |  | ---------- |
| MAEDLGLSFG |  | ETASVEMLPE |  | HGSCRPKARS |  | SSARWALTCC |  | LVLLPFLAGL |
| TTYLLVSQLR |  | AQGEACVQFQ |  | ALKGQEFAPS |  | HQQVYAPLRA |  | DGDKPRAHLT |
| VVRQTPTQHF |  | KNQFPALHWE |  | HELGLAFTKN |  | RMNYTNKFLL |  | IPESGDYFIY |
| SQVTFRGMTS |  | ECSEIRQAGR |  | PNKPDSITVV |  | ITKVTDSYPE |  | PTQLLMGTKS |
| VCEVGSNWFQ |  | PIYLGAMFSL |  | QEGDKLMVNV |  | SDISLVDYTK |  | EDKTFFGAFL |
| L          |  |            |  |            |  |            |  |            |

A: Аланін

C: Цистеїн

D: Аспарагінова кислота

E: Глутамінова кислота

F: Фенілаланін

G: Гліцин

H: Гістидин

I: Ізолейцин

K: Лізин

L: Лейцин

M: Метіонін

N: Аспарагін

P: Пролін

Q: Глутамін

R: Аргінін

S: Серин

T: Треонін

V: Валін

W: Триптофан

Кодований геном білок за функцією належить до цитокінів. 
Задіяний у такому біологічному процесі, як альтернативний сплайсинг. 
Локалізований у мембрані.
Також секретований назовні.